# Skonto FC
Skonto FC, normalmente conhecido por Skonto de Riga, foi um clube de futebol da Letônia fundado em 1991. Seu estádio é o Skonto Stadions, na cidade de Riga. 
O clube foi à falência em 2016 e desde então não disputou mais qualquer competição. Venceu o torneio local em quinze oportunidades, sendo catorze consecutivas, e a partir de sua primeira participação, este é um recorde mundial de conquistas consecutivas, Rosenborg na Noruega tem exatamente treze títulos nacionais consecutivos. O Tafea FC, que conquistou o recorde mundial de quinze títulos seguidos em Vanuatu.

## Títulos
- Virsliga - 15
  - 1991, 1992, 1993, 1994, 1995, 1996, 1997, 1998, 1999, 2000, 2001, 2002, 2003, 2004 e 2010

- Copa Letã de Futebol - 8
  - 1992, 1995, 1997, 1998, 2000, 2001, 2002, 2012